# Charles Borah
Charles Edward Borah, detto Charley (11 novembre 1905 – Phoenix, 11 aprile 1980), è stato un velocista statunitense.

## Palmarès

### Olimpiadi
- Oro a Amsterdam 1928 nella staffetta 4×100 metri.